# MS-20 Daglezja

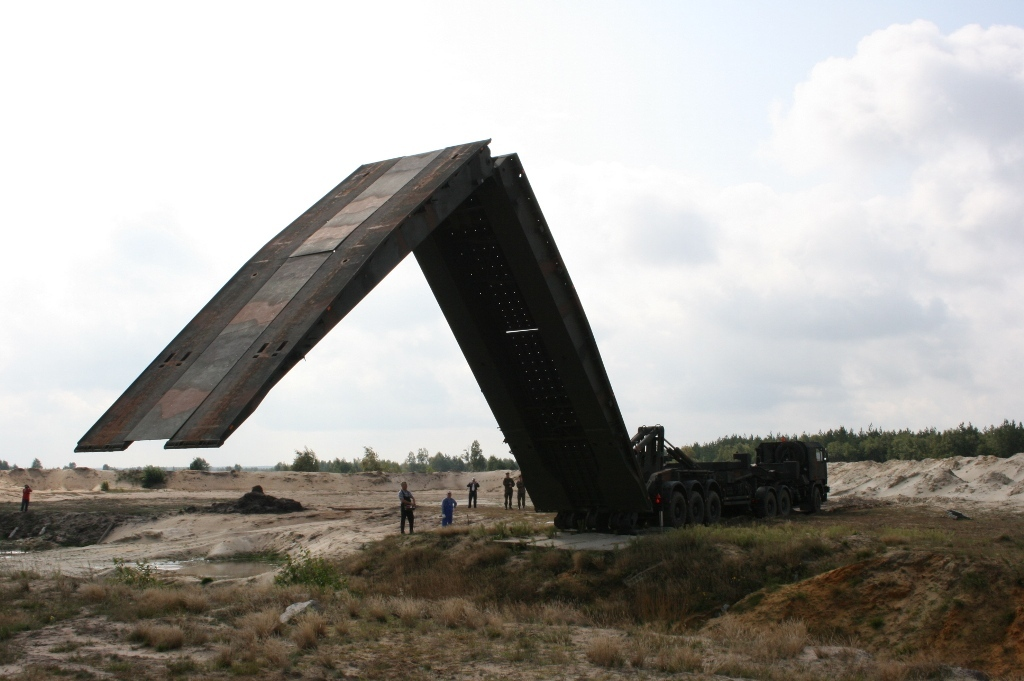
Most MS-20 w trakcie rozkładania

MS-20 Daglezja – polski most towarzyszący na podwoziu kołowym (Jelcz C662). Od roku 2012 na wyposażeniu Wojska Polskiego.

## Historia
Program Daglezja rozpoczął się w roku 2002, kiedy to na zlecenie Departamentu Polityki Zbrojeniowej MON rozpoczęto w OBRUM opracowywanie założeń taktyczno-technicznych nowoczesnego zestawu mostu samochodowego. Pracę badawczo-rozwojową rozpoczęto w roku 2003, a w roku 2004 powstał model mostu i pierwszy prototyp (2005). W związku z niezapewnieniem założonej masy zestawu oraz niezawodności pracę nad programem przerwano. W związku z tym OBRUM z własnych środków w roku 2008 wykonał drugi, gruntownie przebudowany prototyp. Po pomyślnym przejściu testów w roku 2010 Departament Polityki Zbrojeniowej MON podpisał z OBRUM umowę na realizację pracy wdrożeniowej, której zwieńczeniem było dostarczenie do wojska dwóch pojazdów partii wdrożeniowej.
Pierwszy most został przejęty 20 listopada 2012 roku i trafił do Centrum Szkolenia Wojsk Inżynieryjnych i Chemicznych we Wrocławiu, a drugi został przekazany 10 grudnia 2012. Docelowo drugi egzemplarz trafił jeszcze w tym samym roku do 2 Batalionu Saperów w Stargardzie. Po dwóch mostach serii wdrożeniowej, w 2017 roku dostarczono 10 mostów seryjnych.
W 2021 roku, na skutek umowy zawartej w 2018 roku, cztery zmodyfikowane pod kątem warunków lokalnych mosty MS-20 dostarczono armii Wietnamu.
Na podstawie mostu towarzyszącego powstaje cała rodzina mostów, m.in. most szturmowy na podwoziu gąsienicowym MG-20 Daglezja-G (na przedłużonym do 14 kół podwoziu czołgu T-72); most wsparcia MS-40 (zapewniający pokonywanie przeszkód o szerokości do 40 m) oraz most pontonowy Daglezja-P. Prototyp mostu szturmowego powstał w roku 2011. Po próbach, w 2018 roku prototyp miał być przerobiony do standardu seryjnego i miał być zbudowany drugi egzemplarz.

## Konstrukcja
MS-20 Daglezja jest mostem towarzyszącym na podwoziu kołowym. Cały zestaw składa się z: ciągnika siodłowego Jelcz C662D.43-M w układzie 6×6, naczepy mostowej, układacza mostowego oraz przęsła PM-20. Przęsło PM-20 zostało wykonane w taki sposób, że możliwa jest zmiana jego szerokości, w położeniu transportowym wynosi ona 3 m, a w roboczym 4 m. Ponadto przęsło posiada wypełnienia pomiędzy dźwigarami umożliwiające np. przemarsz ludzi.
Most pozwala na zabezpieczenie przepraw, czy pokonanie przeszkód o szerokości do 20 m przez pojazdy gąsienicowe wywierające obciążenie klasy MLC70 (odpowiada to masie pojazdu do 63,5 tony) oraz pojazdy kołowe, czy też ich zestawy wywierające obciążenie klasy MLC110 (masa do 73 ton). 

### Dane techniczne przęsła
- szerokość przęsła:
  - 3 m (w stanie transportowym)
  - 4 m (w stanie roboczym)
- masa przęsła: 15 ton
- długość przęsła: 23 m (25,5 m - z rampami wjazdowymi)
- nośność (wg standardu STANAG 2021):
  - 70MLC dla pojazdów gąsienicowych
  - 110MLC dla pojazdów kołowych